# Oranjerode stropharia
De oranjerode stropharia (Leratiomyces ceres) is een paddenstoel uit de familie Strophariaceae. De paddenstoel is tijdens de zomer en de herfst te vinden op houtresten (vooral houtsnippers), in bossen, parken en plantsoenen. Het is een saprofyt.

## Kenmerken
Hoed
De hoed heeft een diameter van 2 tot 5 cm. De vorm is convex (bol), later gewelfd en afgeplat met een bult. Het hoedoppervlak is oranje tot bloedrood gekleurd. Er zijn tevens gelige of donkerrode vlekken aanwezig, vaak met witte velumresten aan de rand van de hoed.
Lamellen
De jonge witgele, later olijfbruine lamellen zijn uitgebocht vastgehecht aan de steel.
Steel
De steel is dun, tot 10 cm lang en 1 cm dik, witachtig tot geelachtig zonder ring, alleen jonge exemplaren kunnen een vergankelijke velumring hebben. Het onderste deel van de steel is vezelig en schilferig, bij oudere exemplaren wordt de steel oranjebruin.
Sporen
De sporenafdruk is roodbruin. De sporen zijn elliptisch en glad en meten 10–13,5 × 6–8,5 μm. Cheilocystidia zijn aanwezig op zowel de lamelrand als het lamelvlak.

## Verspreiding
Het is een Europese soort die voorkomt van Spanje, de Balearen, Corsica en Italië via Frankrijk en Nederland tot Groot-Brittannië. Hij is waarschijnlijk vanuit het noordwesten geïntroduceerd in Duitsland, waar de soort zelden wordt gevonden, en wordt verondersteld zich hier te verspreiden.

## Fotogalerij

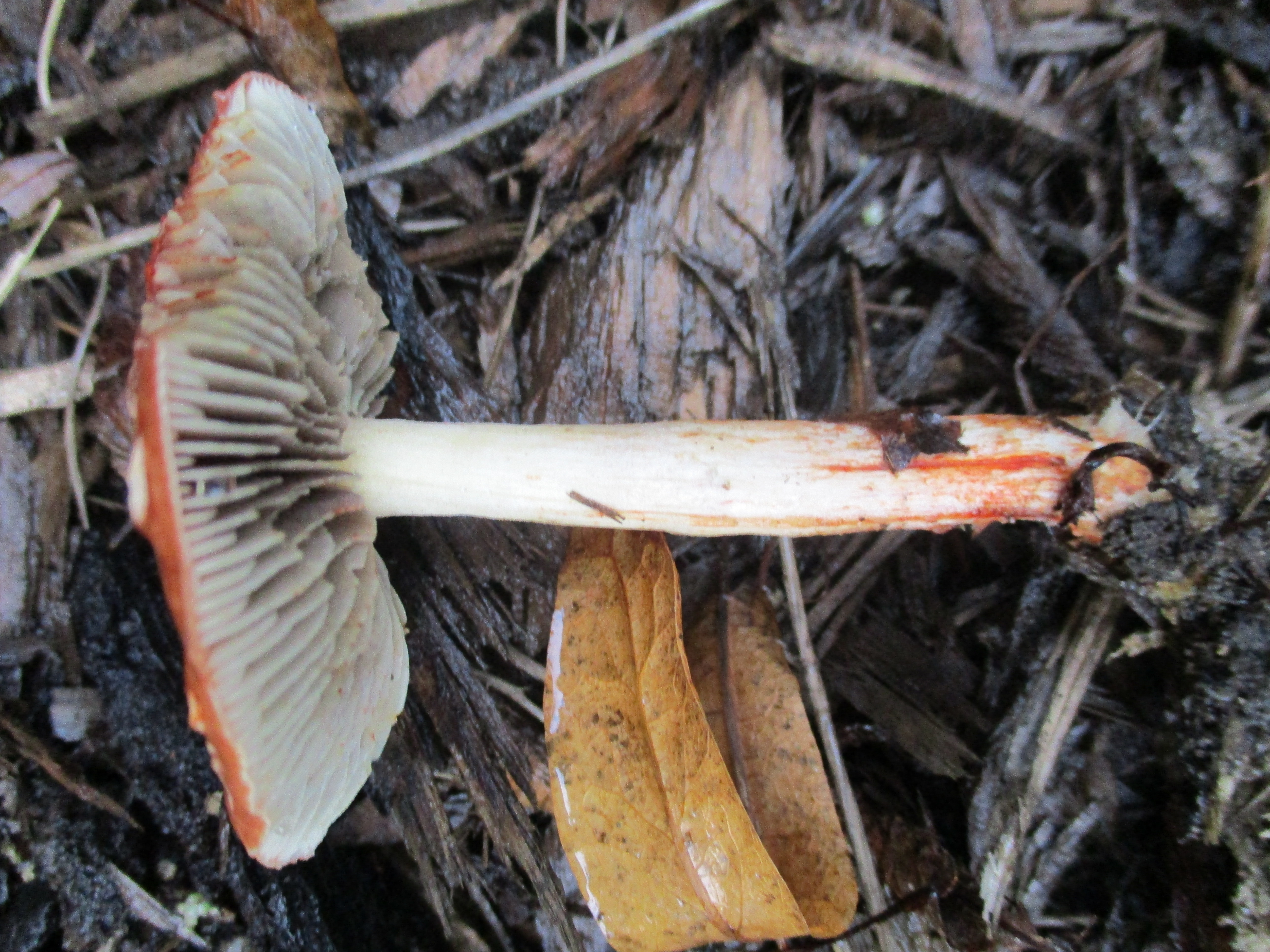
Oranjerode stropharia
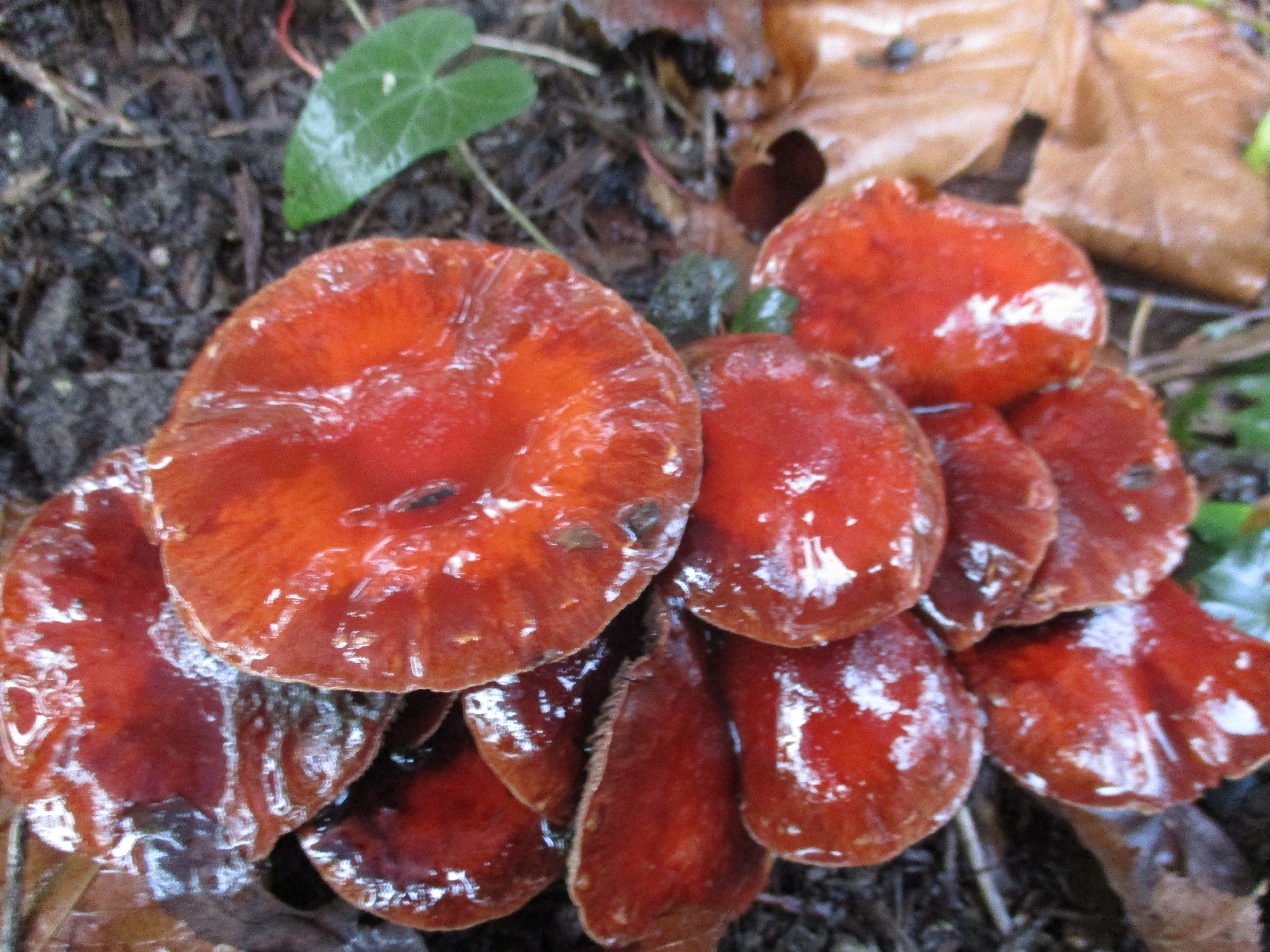
Oranjerode stropharia
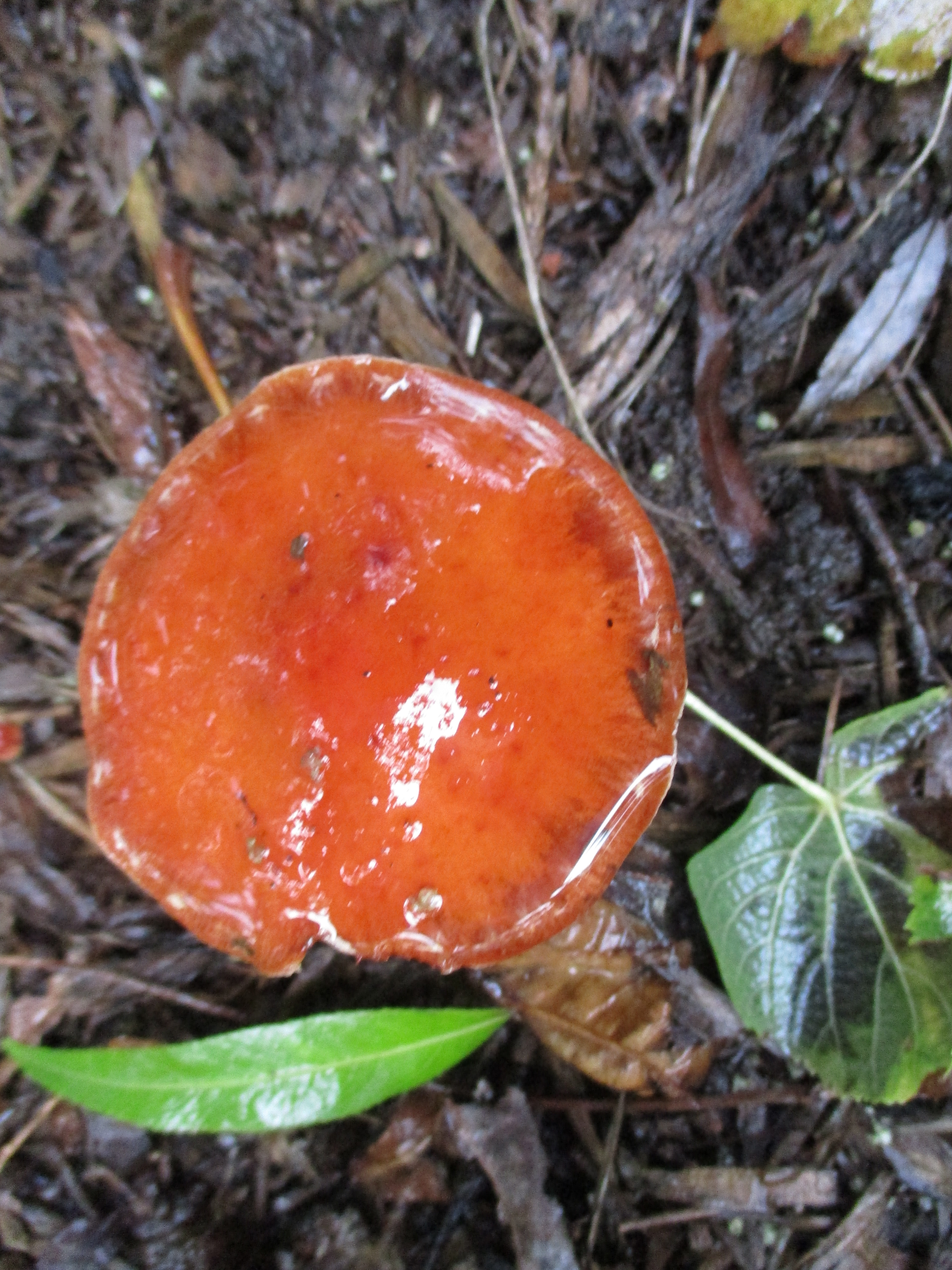
Oranjerode stropharia met zicht op de steel en bovenkant hoed
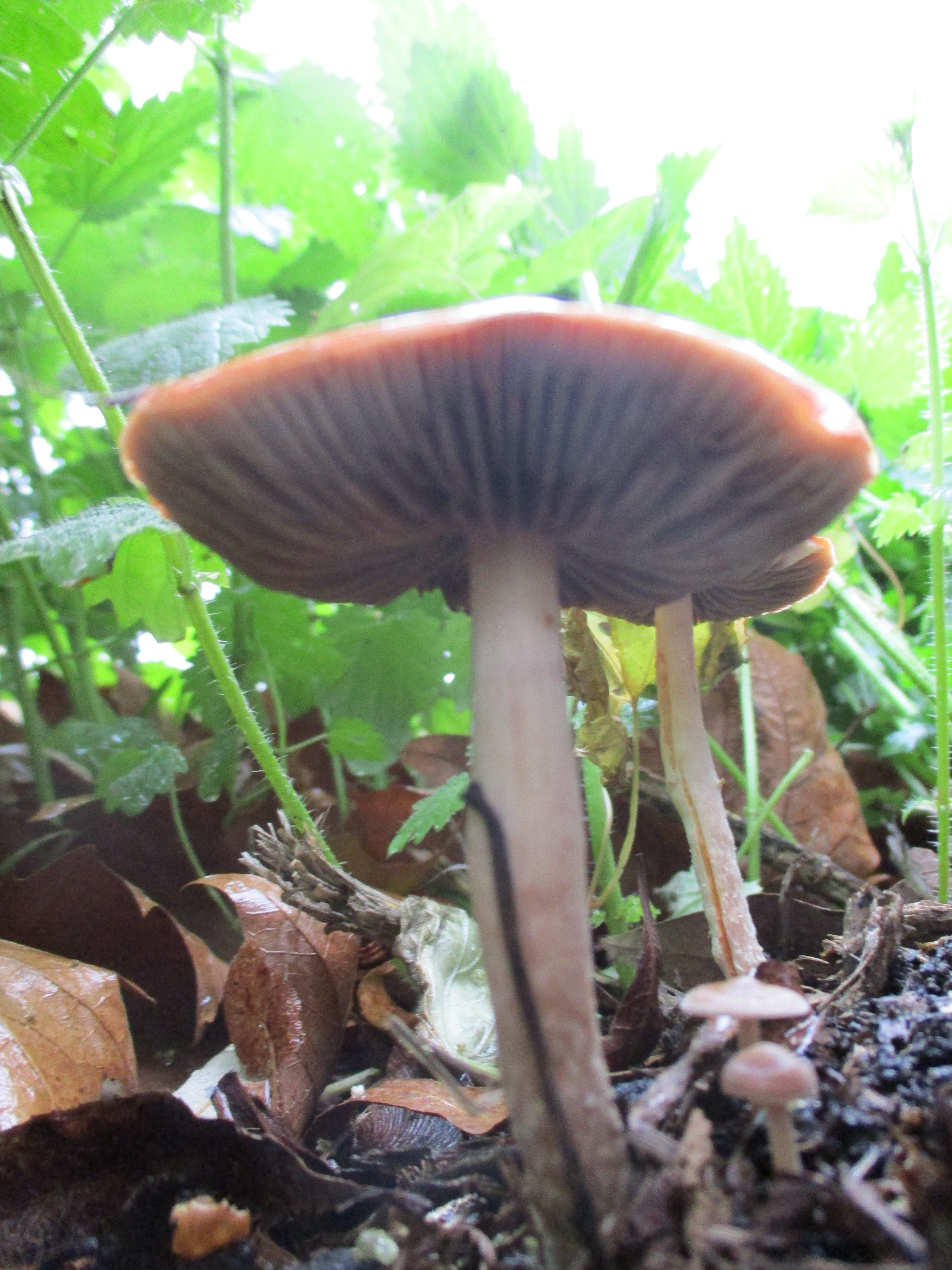
Zijaanzicht van de oranjerode stropharia
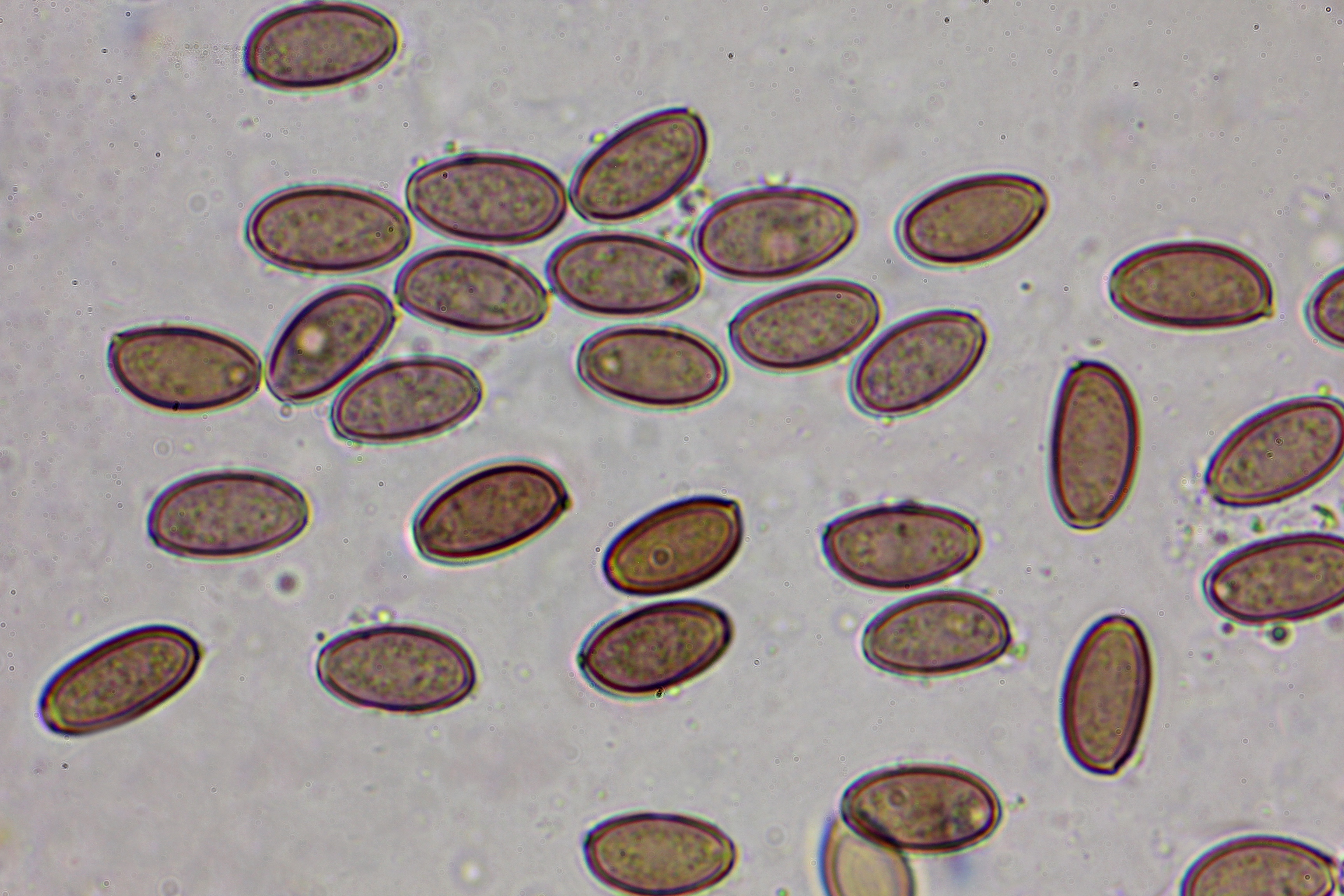
Sporen bij 1000× vergroting